# 京都市警察
京都市警察（きょうとしけいさつ）は、かつて存在した京都府京都市の自治体警察。

## 概要
従来の京都府警察部が解体され、1948年（昭和23年）3月7日に京都市警察局が京都市役所内に設置される。1950年（昭和25年）1月に京都市警察本部と改称した。同年7月に新庁舎が落成し移転した。
1954年（昭和29年）に新警察法が公布された。これにより国家地方警察と自治体警察が廃止され、新たに都道府県警察として京都府警察が発足。府内の自治体警察は京都府警察に吸収されたが、京都市警察は1年に限って存続が許された。
そして、1年後の1955年（昭和30年）7月に、京都市警察も京都府警察に統合され、姿を消した。

## 組織
1952年（昭和27年）7月1日時点
- 秘書室
- 総務部
  - 総務課、経理課、装備通信課
- 警務部
  - 人事課、教養課、厚生課、警察学校
- 警ら部
  - 警備課、警ら課、交通課
  - 北部警ら方面隊、中部警ら方面隊、南部警ら方面隊
- 保安部
  - 保安課、少年課、少年補導所
- 刑事部
  - 調査統計課、捜査第一課、捜査第二課、科学捜査研究所

## 警察署
1952年（昭和27年）時点
- 川端警察署
- 中立売警察署
- 西陣警察署
- 松原警察署
- 堀川警察署
- 五条警察署
- 七条警察署
- 下鴨警察署
- 伏見警察署
- 山科警察署
- 太秦警察署
- 九条警察署
- 上鴨警察署

## 歴代警察本部長（局長）
1. 永田圭一（警察長）

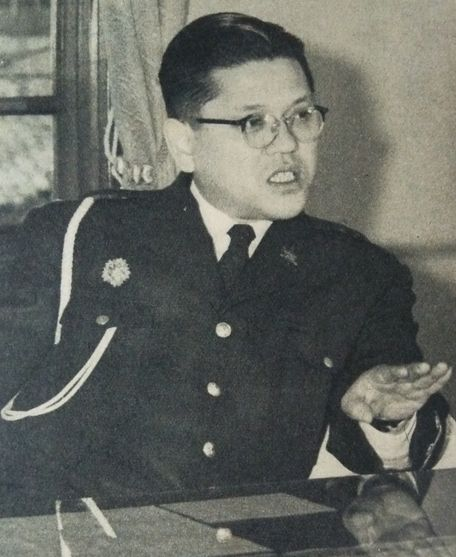
小川鍛（1954年）

2. 小川鍛（警視長） - 京都市警察廃止後は大阪府警察大阪市警察部長兼大阪府警察本部附となる

## 主な事件
- 金閣寺放火事件
- 荒神橋事件
- 京都五番町事件
- 円山公園の暴動 - 1950年12月9日、市警が円山公園の労働者による集会を解散させようとしたところ暴動となった。警察側の負傷者は40人。108人に及ぶ拘束者を松原警察署に連行したところ、釈放を求める労働者らが警察署一帯を取り囲む騒ぎとなった[1]。